# Забарило Павло Микитович
Павло Микитович Забарило (15 січня 1889 р ; колишнє село Яблунька — тепер історична місцевість у місті Бучі ,Київської області.  — липень 1945, Познань, Польща) — український військовик, підполковник Армії УНР.

## Життєпис
Останнє звання у російській армії поручик.
Учасник Першого Зимового походу у складі 3-го кінного полку, сформованого 26 грудня 1919 р. з решток 3-ї Залізної дивізії Дієвої армії УНР.
З 22 травня 1920 р. — командир чоти 2-ї Чорноморської сотні 3-го кінного полку Дієвої армії УНР.
З 26 липня 1920 р. — т. в. о. помічника командира полку. З 21 серпня 1920 р. — начальник постачання полку.
З 29 вересня 1920 р. — командир 3-го кінного полку Окремої кінної дивізії Армії УНР.
3 жовтня 1920 р. був поранений у бою, евакуйований до шпиталю. 20 листопада 1920 р. повернувся до командування полком. З 30 червня 1921 р. — підполковник.
У 1920—30-х рр. жив на еміграції у Польщі.
25 січня 1945 р. СМЕРШ арештував Павла Забарила. Влітку того ж року липень 1945 р він загинув у тюрмі м. Познань, Польща.